# Kanton Trouville-sur-Mer
Der Kanton Trouville-sur-Mer war von 1872 bis 2015 ein französischer Wahlkreis im Département Calvados und in der damaligen Region Basse-Normandie. Er umfasste neun Gemeinden im Arrondissement Lisieux; sein Hauptort (frz.: chef-lieu) war Trouville-sur-Mer. Die landesweiten Änderungen in der Zusammensetzung der Kantone brachten im März 2015 seine Auflösung. Vertreter im Generalrat des Départements war zuletzt von 1991 bis 2015 Anne d’Ornano. 
Der Kanton Trouville-sur-Mer war 57,74 km2 groß und hatte 20.056 Einwohner (Stand: 2012). 

## Gemeinden
| Gemeinde           | Einwohner (Stand: 2022) | Code postal | Code Insee |
| ------------------ | ----------------------- | ----------- | ---------- |
| Benerville-sur-Mer | 389                     | 14910       | 14059      |
| Blonville-sur-Mer  | 1585                    | 14910       | 14079      |
| Deauville          | 3563                    | 14800       | 14220      |
| Saint-Arnoult      | 1103                    | 14800       | 14557      |
| Touques            | 3857                    | 14800       | 14699      |
| Tourgéville        | 846                     | 14800       | 14701      |
| Trouville-sur-Mer  | 4624                    | 14360       | 14715      |
| Villers-sur-Mer    | 2437                    | 14640       | 14754      |
| Villerville        | 606                     | 14113       | 14755      |

## Bevölkerungsentwicklung
| 1962   | 1968   | 1975   | 1982   | 1990   | 1999   | 2006   | 2011   |
| ------ | ------ | ------ | ------ | ------ | ------ | ------ | ------ |
| 17.554 | 17.950 | 18.665 | 18.191 | 18.612 | 19.866 | 19.973 | 20.173 |